# Cárdenas (La Rioja)
Cárdenas ist ein Ort und eine nordspanische Gemeinde (municipio) mit 129 Einwohnern (Stand: 2024) im Zentrum der Autonomen Gemeinschaft La Rioja. Die Gemeinde gehört zum Weinbaugebiet der Rioja Alta. 

## Lage und Klima
Cárdenas liegt etwa 32 Kilometer westsüdwestlich von Logroño in ca. 570 m Höhe am Río Cárdenas. Regen (ca. 935 mm/Jahr) fällt – mit Ausnahme der Sommermonate – übers Jahr verteilt.

## Bevölkerungsentwicklung
| Jahr      | 1970 | 1981 | 1991 | 2001 | 2011 | 2021 |
| Einwohner | 361  | 319  | 264  | 224  | 177  | 134  |

Als Folge der Reblauskrise, der Mechanisierung der Landwirtschaft, der Aufgabe bäuerlicher Kleinbetriebe und des daraus resultierenden geringeren Arbeitskräftebedarfs ist die Einwohnerzahl des Orts seit der Mitte des 20. Jahrhunderts stetig gesunken.

## Sehenswürdigkeiten
- Kirche Mariä Himmelfahrt (Iglesia de San Martín de Tours)
- Marienkapelle von Salamanchurri

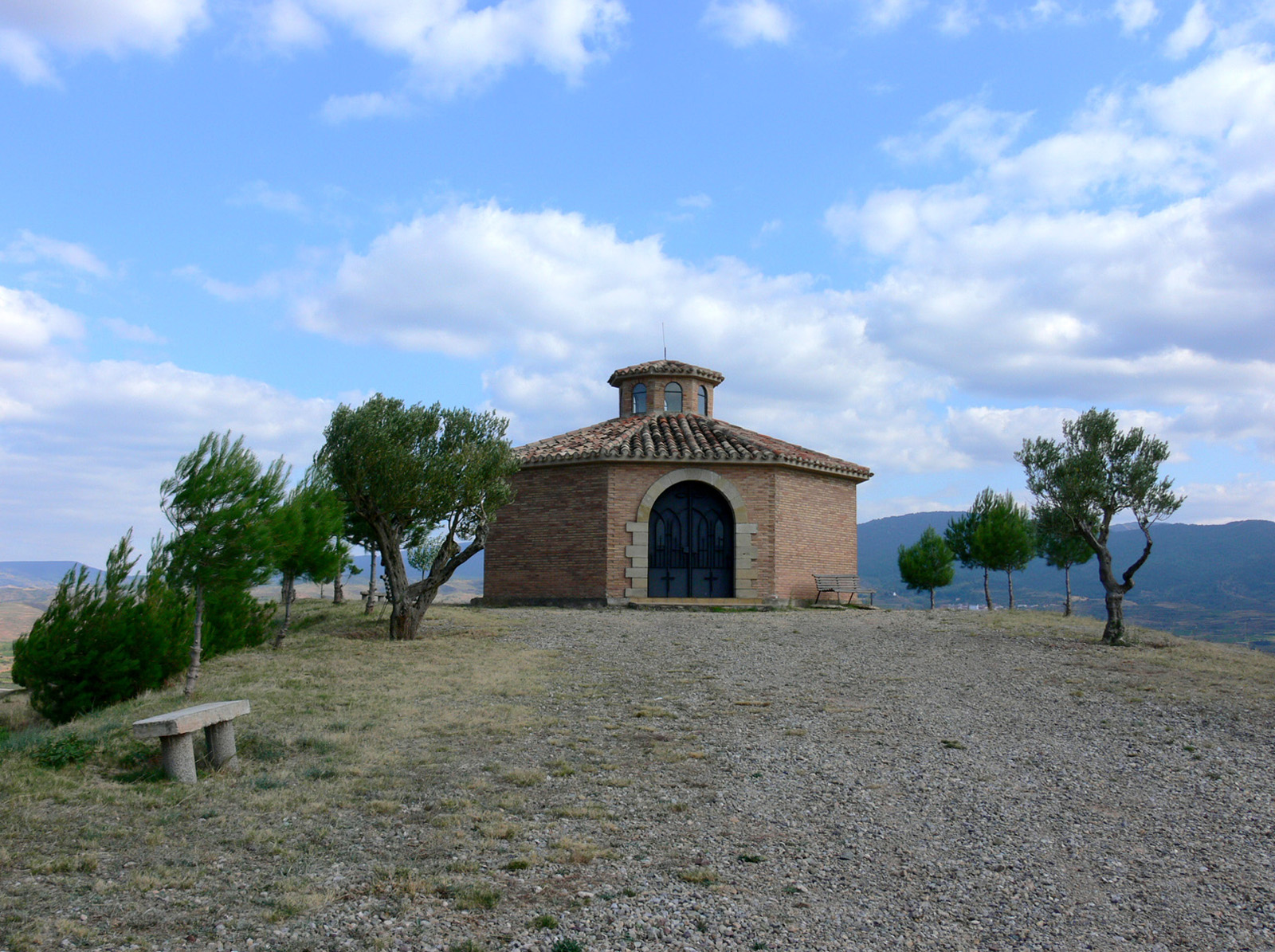
Kapelle von Salamanchurri